# Гідрографія Азербайджану

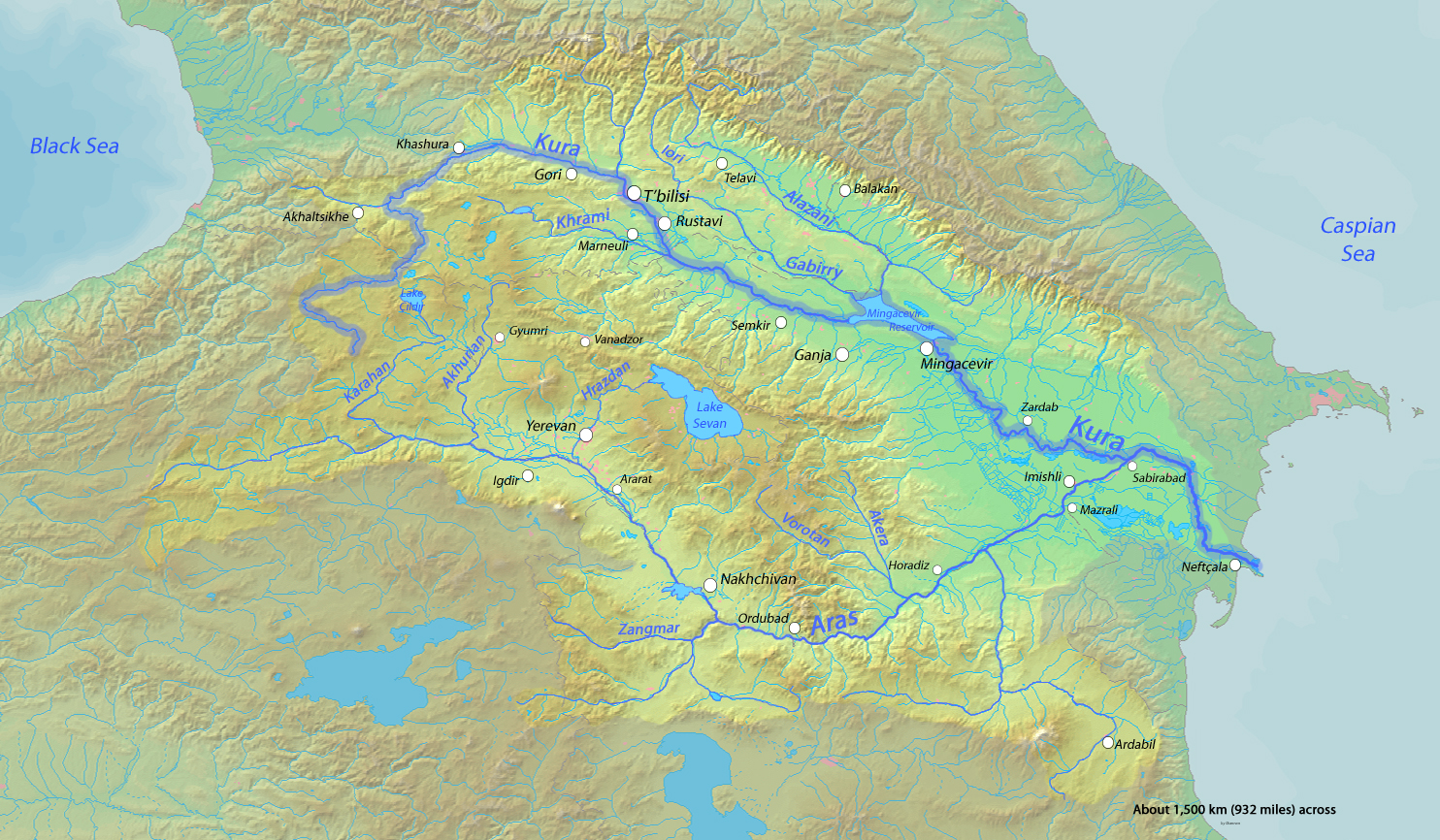
Карта Кури

Азербайджан — відносно багата водними ресурсами країна. Тут знаходиться близько 8400 річок, з яких 850 мають довжину 10 км, всього 24 річки мають довжину понад 100 км. На території Азербайджанської Республіки є близько 250 озер з прісною і солоною водою. і понад 250 озер, частина яких висихає влітку. Територія водної поверхні Азербайджану становить 1,6 %.
Запаси поверхневих вод Азербайджану оцінюються в 19 млрд м³, включаючи 10 млрд м³ додаткових транскордонних вод.

## Водні ресурси

### Каспій

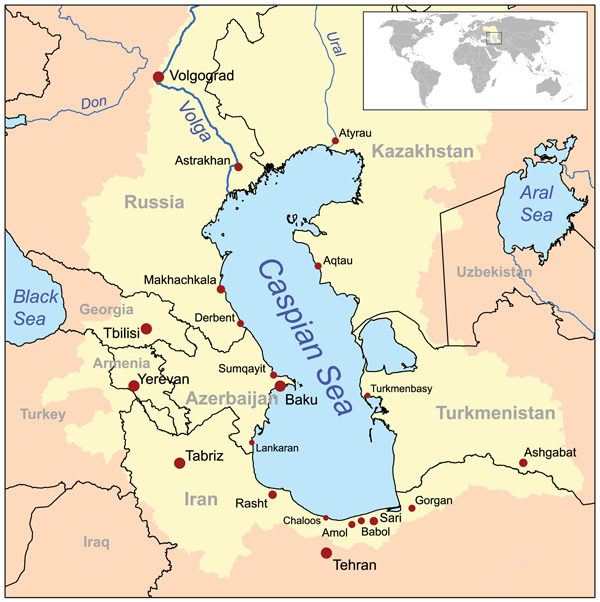
Басейн Каспійського моря

Каспійське море — найбільше у світі безстічне озеро, відіграє важливу роль у житті азербайджанського народу та унікально за фізико-географічними показниками. Досить відзначити, що флора і фауна Каспію багата ендемічними видами. Так, 90% осетрових у світі, що відрізняються своєю старовиною від інших видів риб, знаходяться саме в цьому морі.
Море розташувалося вздовж меридіана у формі латинської букви S, знаходиться між 47° 17 'східної широти й 36° 33' західної довготи. Протяжність Каспію уздовж меридіана становить близько 1200 км, середня ширина — 310, найбільші та дрібні широти дорівнюють, відповідно, 435 і 195 км. Внаслідок періодичної зміни рівня Каспійського моря, змінюється рівень його поверхні (дзеркало) і обсяг вод. В цей час рівень моря нижче рівня океану на 26,75 м. На даній позначці рівня моря площа його поверхні становить 392 600 км ², об'єм вод дорівнює 78648 км ³, що становить 44% загальних ресурсів озерних вод в світі. У цьому плані максимальну глибину — 1025 метрів, можна порівняти з Чорним, Балтійським і Жовтими морями, Каспій глибше Адріатичного, Егейського, Тірренського та інших морів.
Азербайджанська частина акваторії охоплює середню і південну частину моря, за солоністю Каспій значно відрізняється від вод світового океану. Солоність води в північній частині становить 5-6, середній і південній частинах 12,6-13,5 проміле. З наявний в Азербайджані близько 300 грязьових вулканів понад 170 становлять острівні та підводні вулкани в азербайджанському секторі Каспію. Особливо багато їх на південному Каспії.

## Річки
Територію республіки покриває густа річкова мережа. В Азербайджані є 8400 великих і дрібних річок. З них 850 мають довжину понад 10 км. Всього 24 річки мають довжину понад 100 км.
Річки в Азербайджані діляться на три групи:
1. Річки, що належать до басейну річки Кури (Ганіх, Габіррі, Тюрян, Акстафа, Шемкір, Тертер та ін.)
2. Річки, що належать до басейну річки Аракс (Арпа, Нахічевань, Охчучай, Акарі, Кендела та ін.)
3. Річки, що безпосередньо впадають в Каспійське море (Самур, Кудіал, Велвел, Віляш, Ленкорань та ін.)

Річки Кура та Аракс найбільші річки Кавказу, є основними джерелами зрошення й гідроенергії. 

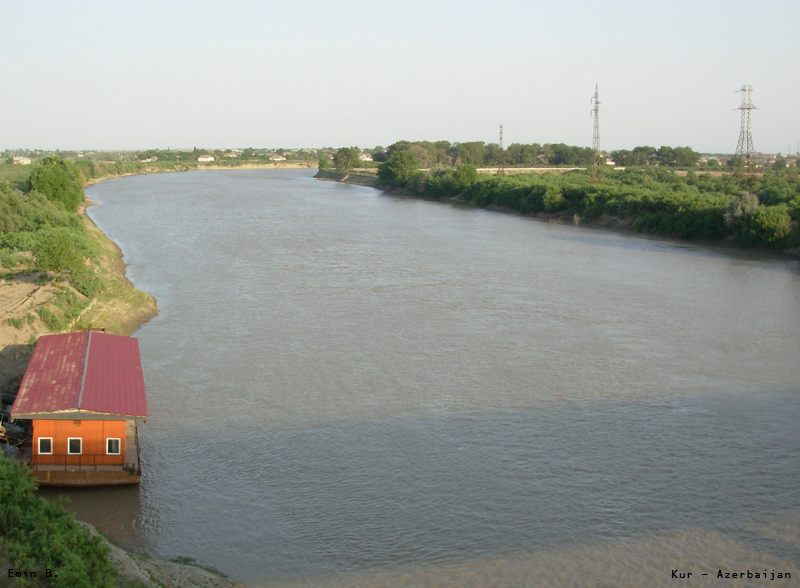
Річка Кура (Кюр) в Азербайджані

Річка Кура бере початок на північно-східному схилі гори Гизилгядік, на ділянці максимальної височини у 2740 метри. Кура протікає по території Грузії, входить на територію Азербайджану. Протікаючи по Кура-Араксинській низовині, впадає в Каспійське море. Загальна довжина Кури —  1515 км, на території Азербайджанської Республіки її довжина досягає 906 км. Площа басейну —  188 тисяч квадратних кілометрів. На річці Кура були зведені Мінгячевірське, Шамкірське та Енікендське водосховища, греблі, гідроелектростанції. За Верхньо-Карабаським і Верхньо-Ширванським каналами, що проведені з Мінгячевірського водосховища, зрошуються землі Кура-Араксинської низовини. Кура має також судноплавне значення.
Річка Аракс бере початок на території Туреччини на схилах гори Бінгель, поблизу міста Сабірабад (село Суговушан) зливається з Курой. Її довжина становить 1072 км, площа басейну — 102 тисячі квадратних кілометрів.
Самур — найбільша річка на північному сході Азербайджану. Вона бере початок на території Дагестану, на висоті 3600 метрів і впадає в Каспійське море. Її довжина дорівнює 216 км, площа басейну — 4,4 тисячі квадратних кілометрів.

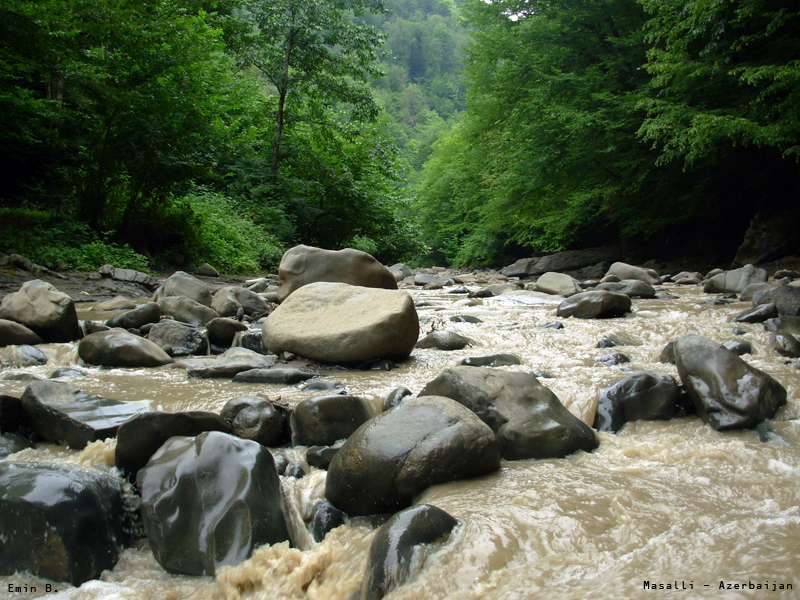
Гірська річка в Масаллінском районі

В Азербайджані безліч гірських річок, більшість з них живляться снігом та дощами. Дрібні річки Балакянчай, Талачай, Катехчай, Кюрмюкчай, Кішчай та інші, річища яких починається з Великого Кавказу, на Алазань-Айрічайській долині з'єднуються з Алазань і Айрічаєм.
Ті, що беруть початок з Малого Кавказу Агстафачай, Товузчай, Асрикчай, Зяйямчай, Шамкірчай, Гянджачай, Кюрякчай, Тертерчай з'єднуються з Курой. Акерічай, Охчучай і Арпачай на території Нахічиванської АР, Нахічиванчай, Алінджачай, Гіланчай, Ордубадчай впадають в Аракс.

### Озера і водосховища

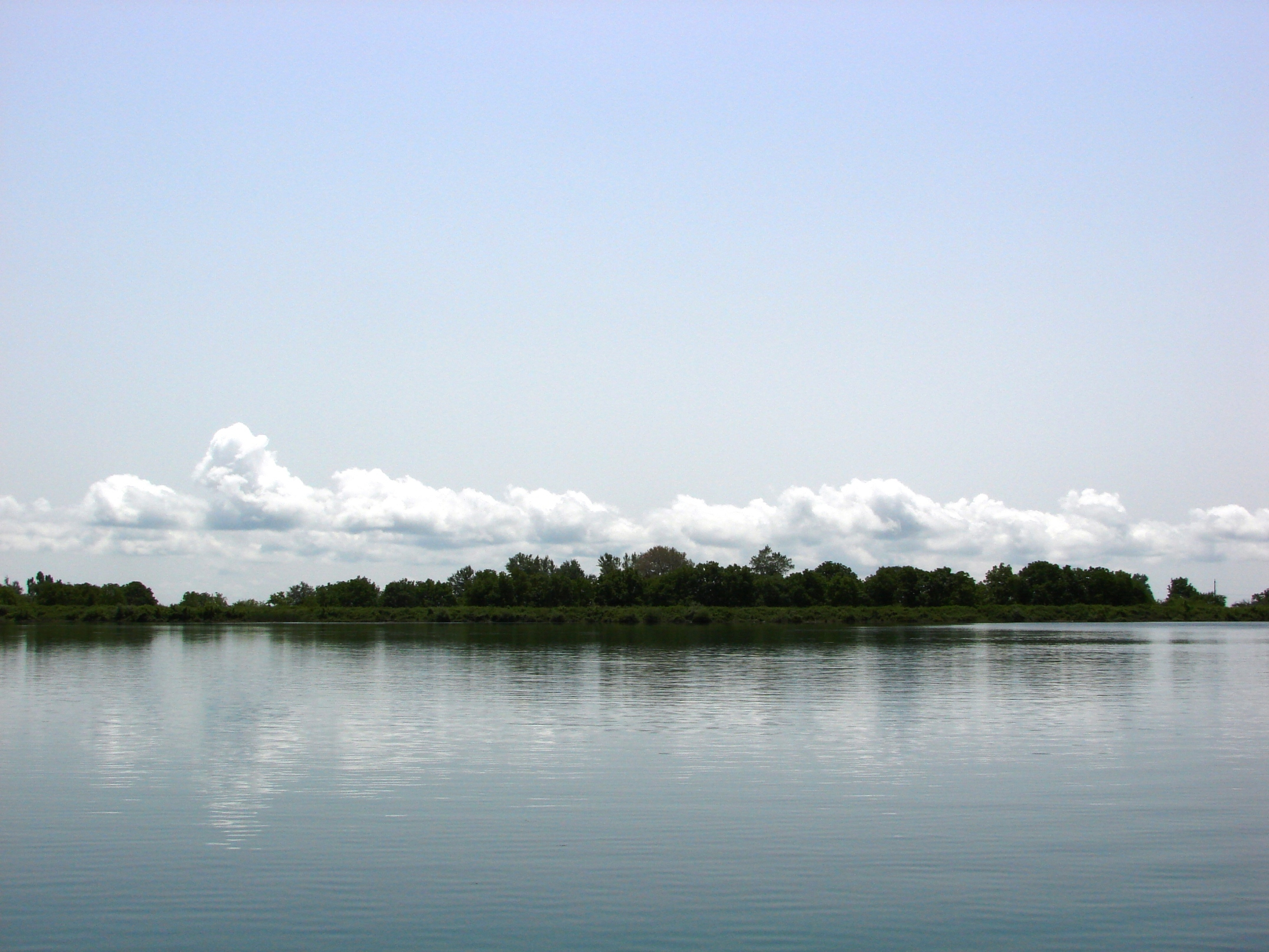
Озеро в Габалінської районі

На території Азербайджанської Республіки є близько 250 озер з прісною і солоною водою, що відрізняються умовами живлення та походження. З них можна назвати льодовикове за походженням Туфангель (знаходяться в горах Великого і Малого Кавказу). На північно-східному схилі хребта Муровдаг розташована група озер обвально-запрудного походження: Гейгель, Маралгель, Гарагель, Батабат. Озера аггел, Сарису, Мехман, Аджигабул з'явилися в результаті тектонічних сходжень. Найбільші озера — Гаджикабул (15,5 км²) і Беюкшор (10,3 км²).
З метою регулювання течії річок створені понад 60 водосховищ із загальним об'ємом в 19 млрд м³ і корисним об'ємом в 10 млрд м³. Найбільш значні з них Мінгечаурське водосховище (загальний обсяг становить 16 млн м³), Араксинський вододіл (1 млрд 350 млн м³), Шамкірська ГЕС (2 млрд 670 млн м³).
| Назва     | Регіон                | Площа (кв. км.) | Найбільша довжина (м) | Найбільша ширина (м) |
| --------- | --------------------- | --------------- | --------------------- | -------------------- |
| Гейгель   | Гейгельський район    | 0,791           | 2,500                 | 600                  |
| Аджікабул | Шірванський район     | 0,01668         | 6 000                 | 3 000                |
| Аділага   | Нахічевань            | 0,27            |                       |                      |
| Акгель    | Агджабединський район | 0,028           |                       |                      |
| Маралгель | Гейгельський район    | 0,23            | 300                   | 150                  |
| Заллігель |                       |                 | 250                   | 90                   |
| Ордекгель | Гейгельський район    |                 | 60                    | 40                   |
| Гарагель  | Гейгельський район    | 1,76            |                       |                      |